# Plata horská
Plata horská, české synonymum: plata Malinčina (latinsky: Xiphophorus malinche, slovensky: plata horská, anglicky: Highland swordtail). Ryba se vyskytuje ve sladkých vodách zemí Střední Ameriky. Rybu vědecky popsali v roce 1990 američtí ichtyologové Mary Rauchenberger, Klaus D. Kallman a Donald C. Morizot.
Tento druh byl pojmenován po La Malinche, domorodé indiánce, která hrála klíčovou roli ve španělském dobytí Aztécké říše, působila jako tlumočník, poradkyně, vyjednávač a milenka španělského dobyvatele Hernána Cortése.

## Popis
Základní zbarvení přírodní formy je stříbřité s olivovým nádechem, s černým podélným pruhem kolem boční čáry. Dospělý samec má krátký mečík. Samice jsou větší a plnější v bříšku. Obě pohlaví dorůstají do 5,5 cm délky. Pohlaví ryb je snadno rozeznatelné: samci mají pohlavní orgán gonopodium, samice klasickou řitní ploutev.
Ryba je druhově úzce příbuzná s X. cortezi a X. birchmanni.

## Biotop
Ryba žije ve sladkých vodách Střední Ameriky, povodí Rio Panuco, přítocích Rio Claro, odvodňovacím kanále do Rio Moctezuma drainage, Rio Calnali, Rio Conzintla, odvodňovacím kanále do Rio Atlapexco, Arroyo Soyatla a odvodňovacím kanále do Rio Calabozo, ve státě Hidalgo v Mexiku. Ryby byly nalezeny v mělké, proslunění řece s pískovým dnem pod plovoucí vodní vegetací.

## Chov vakváriu
- Chov ryby: Pro chov je převaha samic nad samci je žádoucí. Ryba prospívá v chladnější vodě s dobrou filtrací. Vhodná do jednodruhových, ale i společenských nádrží se stejně velkými rybami.[4]
- Teplota vody: 15–21 °C[4]
- Kyselost vody: 7,0–8,0 pH[4]
- Tvrdost vody: 10–20 °dGH[4]
- Krmení: Jedná se o všežravou rybu, preferuje živou potravu (perloočky, komáří larvy), přijímá také vločkové, nebo mražené krmivo. Okusuje řasy. Pro dobré vybarvení a růst by strava měla být pestrá.[4]
- Rozmnožování: Březost trvá přibližně 4 týdny. Samice rodí 40–60 mláďat, dle své velikosti. Na jedno oplodnění samice může mít i několik dalších vrhů, bez přítomnosti samce. Samice mají před porodem černou skvrnu zralosti a výrazně hranaté velké bříško. Po porodu je vhodné potěr odlovit, nebo k porodu použít líhničku. Ryba se může mezidruhově křížit zejména s X. birchmanni.[4]